# Finale de la Coupe du monde de football 1970
La finale de la Coupe du monde de football 1970 voit s'affronter l'équipe du Brésil contre celle d'Italie. Les Brésiliens remportent la neuvième édition de la Coupe du monde sur un score de 4-1 . 

## Avant-finale
Au premier tour, l'Uruguay et les champions européens italiens se qualifient aux dépens de la Suède et d'Israël dans un groupe 2 pauvre en buts, l'équipe italienne ne marquant notamment qu'une seule fois en trois matchs. L'Italie, cependant, montrera la vraie mesure de son talent lors de la phase à élimination directe. Les premiers grands moments de cette coupe du monde mémorable se passent dans le groupe 3, où les doubles vainqueurs brésiliens sont confrontés à trois européens : les champions sortants anglais ainsi que la Tchécoslovaquie et la Roumanie. Dans le match d'ouverture du Brésil contre la Tchécoslovaquie, Pelé, audacieux, tente un lob du milieu du terrain sur le gardien de but tchécoslovaque Ivo Viktor, manquant le but d'un rien. Le « désaccord des champions » entre le Brésil et l'Angleterre est à la hauteur de toutes les espérances. Le Brésil s'impose 1-0 à l'issue d'une partie de haute qualité au cours de laquelle le gardien de but anglais Gordon Banks effectue notamment l'un des plus beaux arrêts de l'histoire sur une tête de Pelé aux 6 mètres.

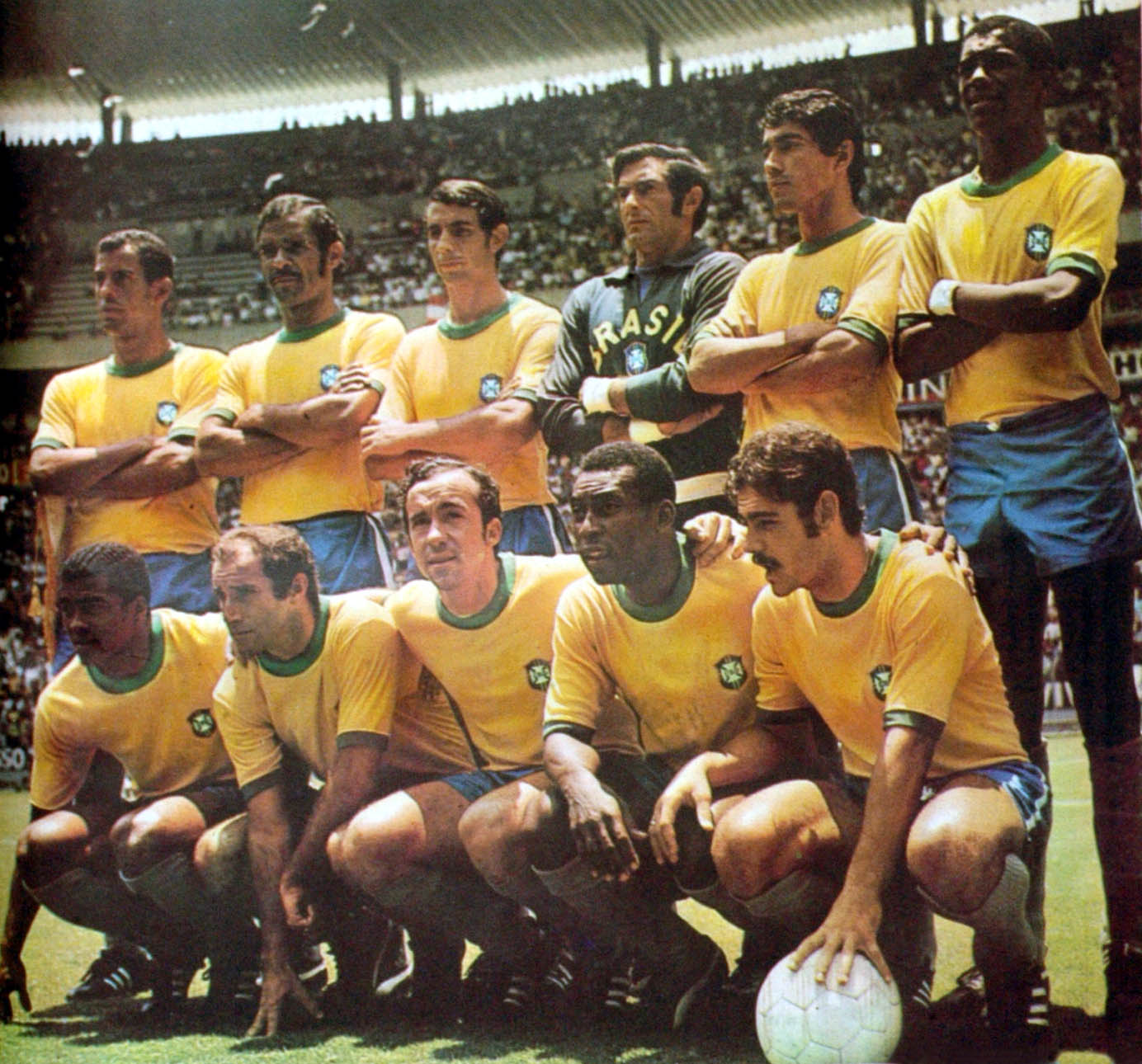
Le Brésil opposé au Pérou (quart de finale).

Les quarts de finale voient une Italie transformée s'imposer 4-1 sur l'hôte mexicain après avoir encaissé le premier but. De son côté, le Brésil domine le Pérou 4-2 dans un match spectaculaire entre deux équipes portées vers l'attaque. 
Les demi-finales présentent des affiches de prestige, les quatre équipes ayant toutes au moins un titre mondial à leur palmarès. Le Brésil défait l'Uruguay 3-1 dans une demi-finale au goût de finale, qui a vu un autre moment lumineux du roi Pelé : sur une ouverture au ras du sol, il se trouve en face-à-face avec le gardien uruguayen Ladislao Mazurkiewicz. Arrivant de la droite avec le ballon venant sur sa gauche, le gardien anticipe sur un contrôle et une course balle au pied de Pelé. Le Brésilien, laissant parler tout son génie, ne touche pas le ballon et effectue ainsi un grand pont sur le gardien. Mais ce coup de génie n'aura pas le destin qu'il mérite car Pelé croise trop son tir vers le but vide et la balle frôle le poteau. Il s'agit pour beaucoup, d'un des plus beaux gestes du créateur et buteur brésilien, illustrant l'instinct et l'innovation de ce joueur d'exception.

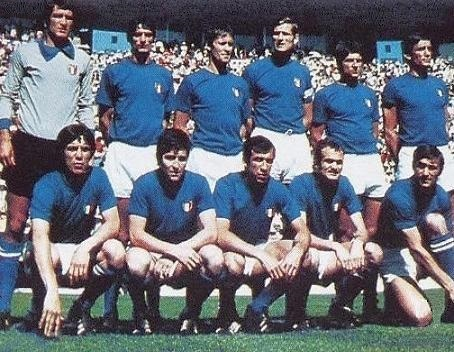
La Squadra azzura vice-championne du monde 1970.

L'autre demi-finale, entre l'Italie et la République fédérale d'Allemagne, est considérée par beaucoup comme le plus grand match de l'histoire de la coupe du monde. L'Italie ouvre le score en début de match par Roberto Boninsegna après un excellent « une-deux » avec Luigi Riva. La RFA se montre patiente dans le jeu et finit par égaliser à la dernière minute (but de Karl-Heinz Schnellinger). Durant la prolongation, Gerd Müller donne l'avantage à l'Allemagne à la 94e minute avant que l'Italie ne revienne à la marque par le défenseur Tarcisio Burgnich (un de ses rares buts en international). Le chassé-croisé au tableau d'affichage continue : à la 104e minute, Riva trompe le gardien allemand Sepp Maier et signe le troisième but italien (3-2), puis Müller égalise six minutes plus tard. La télévision est en train de retransmettre le ralenti du but allemand quand le milieu italien Gianni Rivera, étrangement esseulé au point de penalty, prend à contre-pied le gardien allemand sur un bon centre en retrait de Boninsegna. Franz Beckenbauer a continué de jouer après avoir eu la clavicule cassée à la suite d'un choc avec un Italien pendant la prolongation, le sélectionneur ouest-allemand Helmut Schön ayant déjà procédé aux deux remplacements autorisés. Beckenbauer est ainsi resté sur le terrain avec son bras en écharpe et cette image du défenseur allemand le bras contre la poitrine, symbole de son courage et de sa persévérance, est demeurée célèbre. Il porte néanmoins une part de responsabilité sur le dernier but italien. Ce match est considéré comme le « match du siècle », également connu sous le nom de Partita del Secolo en Italie et Jahrhundertspiel en Allemagne. Un monument sur le stade Azteca à Mexico le commémore.

## Finale

### Résumé du match

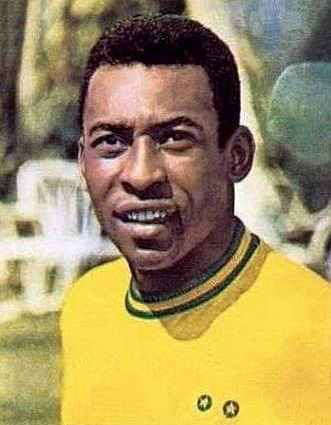
Pelé en 1970.

Dans la finale, le Brésil a frappé le premier, une tête de Pelé sur un centre de Rivelino à la 18e minute. Roberto Boninsegna a égalisé pour l'Italie après une gaffe dans la défense brésilienne. Dans la deuxième mi-temps, la puissance de feu et la créativité du Brésil étaient trop forte pour une Italie qui est resté accrochée à leur système défensif prudent. Gérson double la mise pour le Brésil d'un tir puissant des 20 mètres. Il frappe ensuite un coup franc des 40 m sur Pelé qui remet de la tête sur Jairzinho lancé qui ne peut que marquer. 
Après une magnifique démonstration de maîtrise collective face à des Italiens déboussolés, Pelé décale son capitaine Carlos Alberto sur le flanc droit pour le dernier but. Le but de Carlos Alberto, après une série de mouvements par l'équipe brésilienne de la gauche au centre, est considéré comme l'un des plus grands buts jamais marqués dans l'histoire du tournoi. Le journaliste Jacques Ferran ne manque pas ainsi d'affirmer dans le quotidien L'Équipe, que « le quatrième but de Carlos Alberto contenait dans sa puissance surhumaine quelque chose de comparable à la foudre tombée du ciel »[réf. souhaitée].
Cette victoire a consacré le premier tri-campeão (triple champion) dans l'histoire du football. Du côté italien, une vive polémique s'installe à propos du Ballon d'or en titre, Gianni Rivera, qui n'est entré en jeu qu'à la 84e minute.
Avec cette troisième victoire après 1958 et 1962, le Brésil a gagné le droit de garder définitivement la Coupe Jules Rimet (ironiquement, elle a été volée en 1983 à Rio de Janeiro et n'a jamais été récupérée). L'entraîneur brésilien Mário Zagallo était le premier footballeur à devenir champion du monde en tant que joueur (1958, 1962) et entraîneur, et Pelé a fini sa carrière en coupe de monde en tant que premier joueur à avoir gagné 3 coupes du monde.

### Feuille de match
| 21 juin 1970 | Brésil                                                                                              | 4 - 1   | Italie         | Stade Azteca, Mexico                            |                                                 |
| 12:00        | ( Rivelino) Pelé 18e · ( Jairzinho) Gérson 66e · ( Pelé) Jairzinho 71e · ( Pelé) Carlos Alberto 86e | (1 - 1) | 37e Boninsegna | Spectateurs : 107 412 Arbitrage : Rudi Glöckner | Spectateurs : 107 412 Arbitrage : Rudi Glöckner |
| 12:00        | Rapport                                                                                             |         |                | Spectateurs : 107 412 Arbitrage : Rudi Glöckner | Spectateurs : 107 412 Arbitrage : Rudi Glöckner |

| BRÉSIL :      |    |                |        |
|               |    |                |        |
| GB            | 1  | Félix          |        |
| D             | 4  | Carlos Alberto |        |
| D             | 2  | Brito          |        |
| D             | 3  | Piazza         |        |
| D             | 16 | Everaldo       |        |
| M             | 5  | Clodoaldo      |        |
| M             | 8  | Gérson         |        |
| A             | 7  | Jairzinho      |        |
| A             | 9  | Tostão         |        |
| A             | 10 | Pelé           |        |
| A             | 11 | Rivelino       | Averti |
| Entraîneur :  |    |                |        |
| Mário Zagallo |    |                |        |

| ITALIE :             |    |                    |        |     |
|                      |    |                    |        |     |
| GB                   | 1  | Enrico Albertosi   |        |     |
| D                    | 2  | Tarcisio Burgnich  | Averti |     |
| D                    | 3  | Giacinto Facchetti |        |     |
| D                    | 5  | Pierluigi Cera     |        |     |
| D                    | 8  | Roberto Rosato     |        |     |
| M                    | 10 | Mario Bertini      |        | 75e |
| M                    | 13 | Angelo Domenghini  |        |     |
| M                    | 15 | Sandro Mazzola     |        |     |
| M                    | 16 | Giancarlo De Sisti |        |     |
| A                    | 11 | Luigi Riva         |        |     |
| A                    | 20 | Roberto Boninsegna |        | 84e |
| Remplaçants :        |    |                    |        |     |
| M                    | 18 | Antonio Juliano    |        | 75e |
| M                    | 14 | Gianni Rivera      |        | 84e |
| Entraîneur :         |    |                    |        |     |
| Ferruccio Valcareggi |    |                    |        |     |

| Assistant : Rudolf Scheurer Ángel Norberto Coerezza |